# Черёмуховая (приток Джигитовки)
Черёмуховая (до 1972 — Синанча) — река в Приморском крае, самый крупный приток реки Джигитовка.
Берёт начало на главном водоразделе Центрального Сихотэ-Алиня, на восточном склоне горы с отметкой 951 м. Исток находится на высоте около 640 м над уровнем моря, вблизи Горбушинского перевала. Протекает по территории Дальнегорского городского округа и Тернейского района и впадает в нижнее течение р. Джигитовка в Тернейском районе. Протяжённость р. Черёмуховая в пределах Дальнегорского городского округа — 33,5 км, общая — 45 км. На 7-м км от истока, в Черёмуховую слева впадает ключ Рыбный, длина которого составляет 10,4 км, поэтому суммарная протяжённость водотока р. Черёмуховая на 3,5 км больше — 48,5 км.
Единственный населённый пункт у реки — деревня Черемшаны Дальнегорского городского округа.

## Этимология
До переименований 1972 года река называлась Синанча (в переводе с китайского означает «юго-западный приток»), в верхнем течении, до слияния с рекой Сяо-Синанча (старое китайское название, переводится как «Малая Синанча» или «малый юго-западный приток») называлась Да-Синанча (в переводе с китайского означает «Большая Синанча» или «большой юго-западный приток»). В книгах В. К. Арсеньева «Дерсу Узала» и «В дебрях Уссурийского края» названа «Синанца», верхнее течение — «Да-Синанца». 

## Геоморфология
Общей особенностью морфологии бассейна реки является относительно симметричное расположение притоков. При продвижении вниз по течению Черёмуховой, длина её притоков, как левых так и правых, равномерно возрастает. Их устья располагаются друг напротив друга, а размеры примерно соответствуют противоположным. При этом следует отметить, что левые притоки, берущие начало на главном водоразделе Сихотэ-Алиня, всё-таки немного короче и с большим уклоном, чем правые, стекающие с водоразделов рек Лидовка и Опричнинка. В верхнем течении (от истока до конца с. Черемшаны) река протекает по узкой межгорной долине, не превышающей 500 м в ширину. В среднем течении, в районе впадения крупных притоков, долина расширяется до 1 км, но ниже, на протяжении 6 км снова сужается, местами до 400 м. Здесь река прорезает отроги горных массивов с относительными превышениями до 800 м. Это место называется урочище Красные Скалы. Сразу за ним начинается Тернейский район. В нижнем течении, от Красных Скал до впадения в Джигитовку, Черёмуховая принимает свой самый крупный приток — р. Шептун. Ниже него, в районе урочища Иерусалимовка, долина расширяется до 2 км, выполаживается, местами появляются заболоченные участки. В русловых отложениях реки преобладает крупнообломочный материал, нередки скальные глыбы. Перемещение осадков происходит во время сильных паводков. Доля илистых и взвешенных частиц в твёрдом стоке незначительна, вода в реке отличается исключительной прозрачностью.

## Природа

### Растительность и ландшафты
Бассейн реки отличается высокой залесённостью. Преобладают широколиственные и смешанные леса. В нижнем течении в составе древостоя преобладает дуб. В среднем течении леса отличаются наибольшей пестротой и видовым разнообразием. Наряду с дубняками встречаются участки мелколиственного леса и кедрачи. В верхнем течении реки и по верховьям притоков распространён смешанный лес с берёзой, лиственницей и дубом. Участки хвойного леса (с лиственницей) встречаются местами по северным склонам в верховьях притоков. Среди безлесных ландшафтов можно выделить луговые, встречающиеся в верхнем течении в окрестностях с. Черемшаны и в нижнем течении (урочище Иерусалимовка). На самых высоких водоразделах встречаются небольшие участки горных тундр, а на крутых склонах — редколесий, кустарниковых редин и курумов.

Бассейн Черёмуховой. Вид с г. Разведочная (СБС) 1042,5 м

## Отдых и туризм
Бассейн Черёмуховой отличается высоким рекреационным потенциалом. Сама река известна расположенным на ней Синанчинским водопадом. Несмотря на относительную удалённость от городской черты Дальнегорска, Черёмуховая (Синанча) широко известна среди дальнегорцев и жителей Пластуна как место отдыха, сбора дикоросов и рыбалки. Во многом этому способствует транспортная доступность территории. Со стороны Дальнегорска, через Горбушинский перевал до с. Черемшаны проложена улучшенная грунтовая дорога, осуществляется автобусное сообщение. Со стороны Пластуна до устья Черёмуховой имеется асфальтированное шоссе, дальше, на несколько километров вверх по долине идёт грунтовка. Сквозное движение транспорта вдоль всей долины затруднено из-за труднопроходимых бродов на реке (крутые съезды, валуны на дне и сильное течение), поэтому лесная дорога Черемшаны — Золотая Поляна доступна лишь для полноприводных автомобилей. Из верховьев Черёмуховой, по лесным дорогам можно проехать в бассейн Красной речки и Базовой через высокие перевалы.
Организованный отдых отсутствует. В бассейне реки нет турбаз. В секторе самостоятельного, стихийного отдыха, частично их функции выполняют дачи в с. Черемшаны, немногочисленные зимовья по притокам и постройки бывшего рудника в верховьях Каменного Ключа. В верхнем течении преобладает сезонный сбор грибов и ягод, в нижнем — рыбалка и охота. Среднее течение Черёмуховой менее посещаемо, люди здесь появляются в основном во время сбора кедрового ореха.
В секторе спортивного туризма о каких-либо перспективах можно говорить лишь в отношении пешеходного и экотуризма. Представляет интерес посещение водопада в среднем течении, восхождения на г. Высокая (1042 м), Брусничная (890 м), Кулик (1062 м), Снежная (1050 м). Сплав по р. Черёмуховой возможен только в большую воду и представляет скорее спортивный интерес. То же можно сказать и в отношении фрирайда. Пригодные для катания на сноуборде безлесные склоны немногочисленны и труднодоступны.